# Туипулоту, Патрик
Патрик Тито Туипулоту (род. 23 января 1993 года) — новозеландский регбист, играющий на позиции замка. В профессиональном регби выступает за три команды: Окленд во внутреннем чемпионате Новой Зеландии Кубке Mitre10, за Блюз в Супер Регби и за национальную сборную Новой Зеландии.

## Карьера
Патрик Туипулоту принимал участие в молодёжном Кубке мира по регби 2013 года в составе молодёжной сборной Новой Зеландии, где занял 4-е место.
Зимой 2014 года оказался в составе Блюз
В мае того же года впервые был вызван на тренировки в основную сборную страны, а 14 июня впервые вышел на поле в матче против сборной Англии, заменив Броди Реталлика. Матч закончился победой All Blacks со счетом 28-27.
Первую попытку совершил 1 ноября 2014 года в игре против США, сыграл полный матч, который закончился победой 71-6.
Из-за травмы был вынужден пропустить сезон Супер Регби 2015 и Кубок мира 2015 в Англии. В национальной сборной сыграл только в 2016 году в серии тестовых матчей против Уэльса, в которых первые две игры выходил на поле со скамейки запасных, а в заключительной игре — в стартовом составе.
Сезон 2017 сложился тяжело. Хорошие матчи чередовались с травмами. Из-за травмы пропустил матчи турне Британских и ирландских львов по Новой Зеландии. Осенью принял участие в матче вторых сборных Новой Зеландии и Франции. В том же году был назначен капитаном Окленда во внутреннем чемпионате Новой Зеландии Кубке Mitre10.
Из-за травмы опять пропустил много матчей сезона Супер Регби 2018 года. Вернулся на поле с капитанской повязкой 7 сентября в игре Окленда против Тасмана, отметившить попыточным хет-триком, а его команда победила 36-10.
В 2019 году играл за All Blacks на Кубке мира 2019 в Японии. Стал бронзовым призёром турнира.